# 卡纳迪亚
卡纳迪亚（英語：Caneadea）是位于美国纽约州阿利根尼县的一个镇，地处阿利根尼县的西北部。2010年美国人口普查时，该镇有2542人。其名称来源于原住民语言，意为“地球上的天堂”。